# Itame vincularia

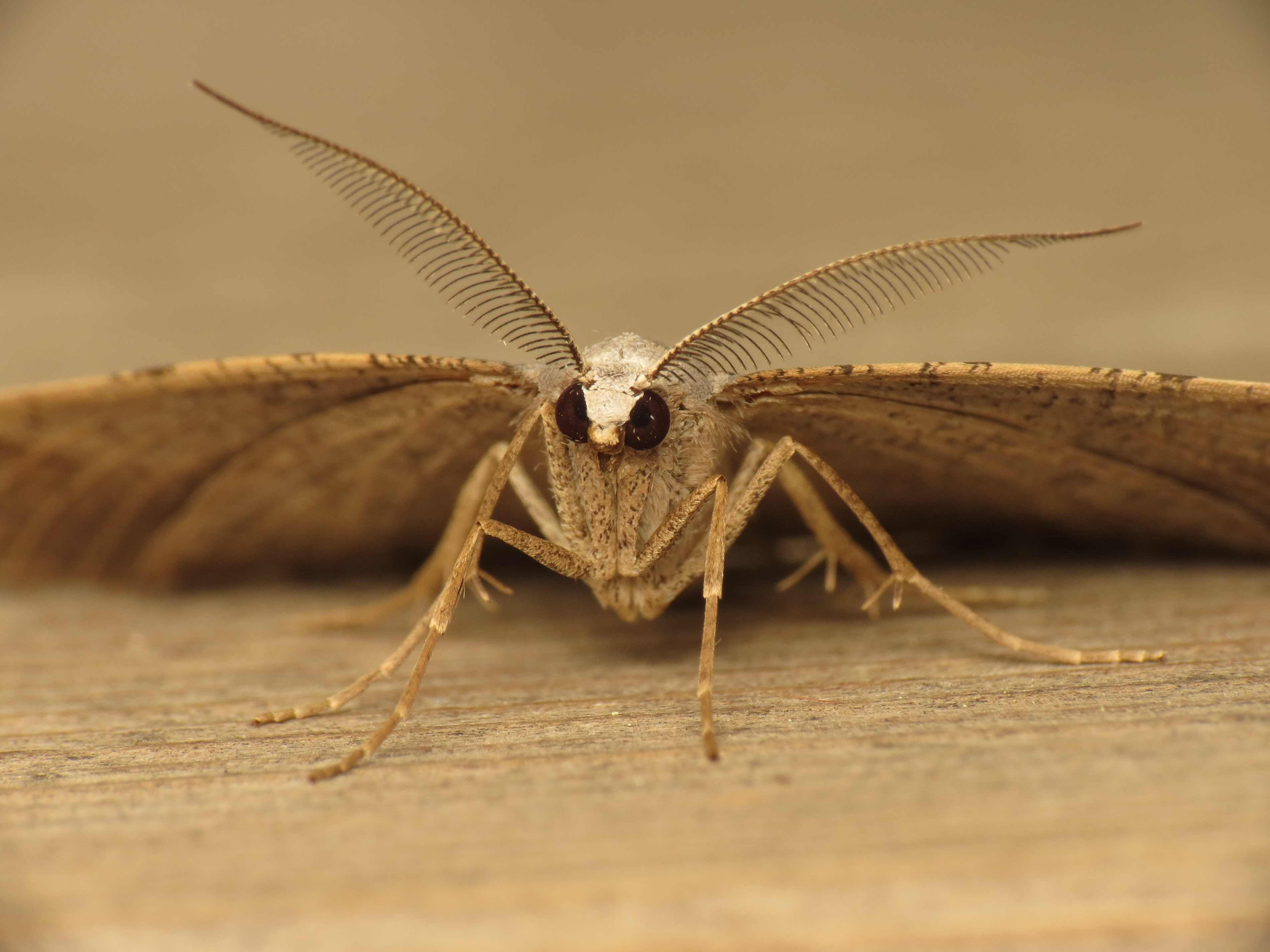
Detailansicht der Fühler

Itame vincularia ist ein Schmetterling aus der Familie der Spanner (Geometridae). Der Artname leitet sich von dem lateinischen Wort vinculum mit der Bedeutung „Band“ ab und bezieht sich auf die Zeichnung auf der Vorderflügeloberseite der Falter.

## Merkmale

### Falter
Die Falter erreichen eine Flügelspannweite von 27 bis 32 Millimetern. Die Farbe der Vorderflügeloberseite variiert von hellgrau bis zu graubraun. Äußere und innere Querlinie sind zu schwarzbraunen Binden erweitert und heben sich ebenso wie ein gleichfarbiger rechteckiger Diskalfleck neben der Zelle deutlich ab. Bei einigen Exemplaren können die innere Binde sowie der Diskalfleck jedoch fehlen. Die Hinterflügeloberseite ist nahezu zeichnungslos hellgrau bis graubraun gefärbt. Die Fühler sind sowohl bei den Männchen als auch bei den Weibchen kammzähnig.

### Raupe
Ausgewachsene Raupen sind rötlich grau gefärbt, an den Seiten gekielt. Die Rückenlinie ist fein bräunlich. Auf der gesamten Körperoberfläche treten beborstete Warzen stark hervor. Der Kopf ist braun, im Gesicht schwarz gefleckt.

### Ähnliche Arten
Aufgrund der sehr markanten Flügelzeichnung sind die Falter unverwechselbar.

## Verbreitung und Lebensraum
Das Verbreitungsgebiet von Itame vincularia umfasst Spanien, Portugal, Südfrankreich sowie die Maghrebstaaten. Hauptlebensraum sind Busch- und Steppenlandschaften. In den Gebirgen Andalusiens steigt die Art  bis in Höhen von 2000 Metern.

## Unterarten

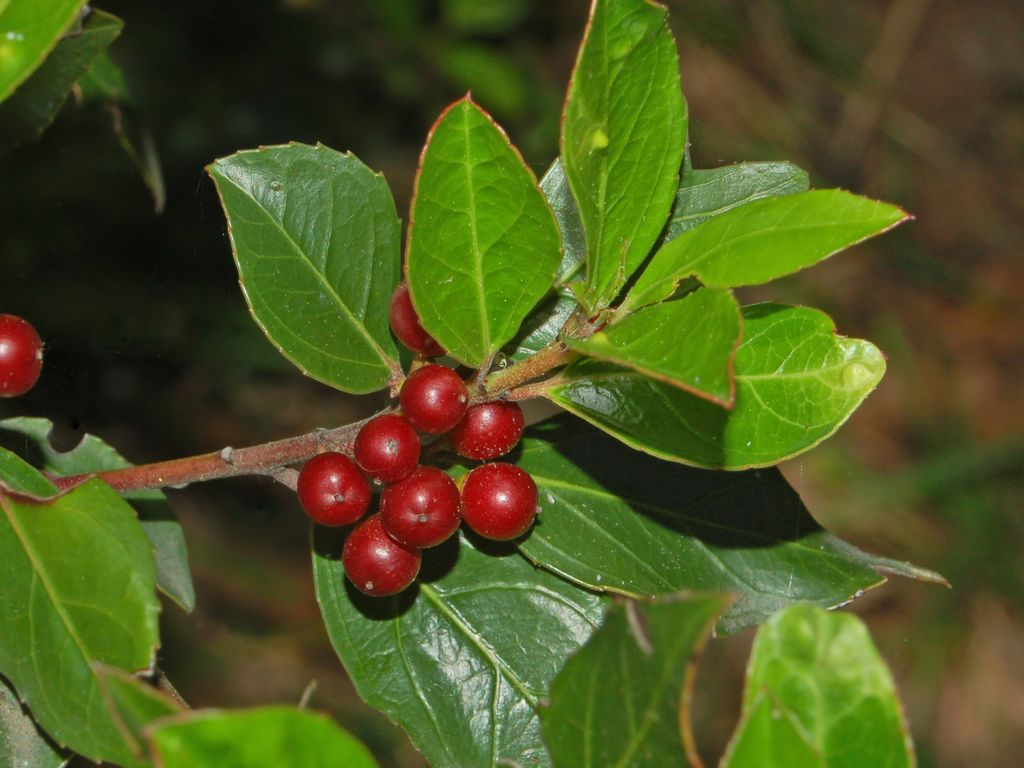
Stechpalmen-Kreuzdorn, eine Nahrungspflanze der Raupen

Neben der Nominatform Itame vincularia vincularia sind die folgenden Unterarten bekannt:
- Itame vincularia latefasciata Rothschild, 1914, Algerien
- Itame vincularia lycioidaria Herbulot, 1957, Tunesien
- Itame vincularia mrassinaria (Oberthür, 1923), Marokko
- Itame vincularia teknaria Powell & Rungs, 1942, Nordafrika

## Lebensweise
Die Falter fliegen in zwei Generationen von März bis Juni sowie im August und September. Nachts erscheinen sie an künstlichen Lichtquellen. Die Raupen ernähren sich von den Blättern von Kreuzdornarten (Rhamnus), in erster Linie von Stechpalmen-Kreuzdorn (Rhamnus alaternus).